# ディスラプター
ディスラプター（Disruptor）は、エドモンド・ハミルトンのスペースオペラ『スターキング』に登場する架空の兵器。
照準を合わせた物体だけでなく、それが存在する空間そのものを消去する究極の兵器。消去された空間は“無”となり、照射を停止すると周辺の空間が間隙を埋めるためにそこに殺到し、星すら激動させる大宇宙震が発生する。そのため、使用するには攻撃目標から最低でも10パーセク（32.6光年）離れなくてはならない。なお、照射し続ける限り空間消去は続き、全宇宙を消し去ることさえ可能。その威力はまさに最終兵器そのものであり、敵への心理的打撃もまた絶大、それは使用者自身が「二度と使いたくない、使えない」と畏怖後悔するほどである。
ディスラプターの外見と仕様は鈍い灰色の金属で出来た高さ12フィート（約3.66m）の円錐体（エネルギー円錐体）12個とそれを設置するための台座（ブラケット）、6つの加減抵抗スイッチをもつ変圧器付き制御盤からなる。エネルギー円錐体の尖端には多数の小さな水晶球がはめ込まれている。
宇宙戦艦への設置方法は、まず12個のエネルギー円錐体を正確に直径50フィート（約15.24m）の円を描くように艦首に配置し、制御盤の色付きケーブルを航法室の管制盤に接続、さらに太い動力線を駆動エネルギー発生機に直結する。
発射の手順は、①レーダーを目標の中心に正確に固定する、②円錐体の指向出力をそれぞれの計器目盛りで均一化させる、③６つの指向出力が合ったときに発射スイッチを押す。劇中描写はこれだけであり、作動原理や理論の詳細は一切不明である。
劇中の銀河帝国皇帝に代々伝わる「秘伝の超兵器」であり、皇帝とその嫡子たちの個人的な切り札として畏れられ、あるいは狙われている。このディスラプターの秘密を巡る駆け引きが、ストーリーの柱の一つである。
なお、ディスラプターは岩盤を穿って造られた円形の保管室に格納されているが、保管室には警備員や施錠設備などは一切配備されておらず、常時保管室内とそれに至る通路に照射されている白い光のような破壊波で防護されている。この破壊波は皇帝とその嫡子のみがもつ波長を感知すると無力化されるようになっており、それ以外の者が保管室に入るとたちまちその肉体が破壊されてしまう。
英語のdisruptは、「粉砕する」「瓦解させる」の意。なお『スターキング』を、児童向けに訳した『宇宙アトム戦争』（偕成社SF名作シリーズ、1967年11月）では、「破滅マシン」という名称になっている。

## 他作品のディスラプター
- アメリカのSFテレビドラマ『スタートレック』シリーズに登場するディスラプターは、主にクリンゴン帝国やロミュラン星間帝国などで用いられているエネルギー兵器の一種で、相手に向けて架空の素粒子などを撃ち出すもの（惑星連邦などが使用しているフェイザーに相当する）。携帯用のものから宇宙船搭載用のものまで幅広く存在する。
- TRPG作品『異界戦記カオスフレア』シリーズにおいては、『パンツァードラグーン』シリーズをモチーフにしたパルフォーロンという種族の古代遺産、専用装備として登場する。一見して石と木を拳銃型に組み合わせただけの装備だが、撃った相手を消滅させる。
- TRPG作品『メタリックガーディアンRPG』においては、『ファイブスター物語』に登場するモーターヘッドをモチーフにしたグラムメタルというクラスの専用装備として登場する。空間縮退を行う次元破砕砲であり、攻撃力は高いが、シナリオごとに1回のみ使用可能。
- ビデオゲーム『スターラスター』では、ディスラプターという名の球形の大型要塞が登場する。
- NINTENDOO64用のゲーム「スター・ウォーズ 帝国の影」には、主人公が持てる最強の武器として登場する。
- アニメーション映画『機動戦士ガンダムSEED FREEDOM』においては、主人公キラ・ヤマトの搭乗機マイティーストライクフリーダムガンタムに搭載された収束重核子ビーム砲の名称として登場する。